# Affrikate
Eine Affrikate (von lateinisch affricare ‚anreiben‘; auch Affrikata, ein Affrikat; Plural Affrikaten, auch Affrikate; deutsch auch Verschlussreibelaut) ist die Bezeichnung für eine derart enge Verbindung eines Plosivs (Verschlusslaut) mit einem homorganen Frikativ (Reibelaut), dass die Plosion direkt in den Frikativ übergeht.

## Beispiele
Zu den Affrikaten zählen unter anderem:
- [ts], z. B. als Anlaut von Zeh, siehe stimmlose alveolare Affrikate
- [tʃ], z. B. als Inlaut von Kutsche, siehe stimmlose postalveolare Affrikate
- [dʒ], z. B. als Anlaut von Dschungel, siehe stimmhafte postalveolare Affrikate

## Notation
Nach dem Internationalen Phonetischen Alphabet (IPA) werden Affrikaten mit einem Bogen über Plosiv und Frikativ dargestellt, z. B. /p͡f t͡s d͡ʒ/. Oft wird dieser Bogen jedoch einfach weggelassen, z. B. /pf ts dʒ/.
Für einige Affrikaten stehen spezielle Ligaturen zur Verfügung, nämlich /ʦ ʣ ʧ ʤ ʨ ʥ/, die aber seit 1989 nicht mehr als offizielle IPA-Zeichen aufgeführt werden. Zwischen 1947 und 1979 waren außerdem /ƾ ƻ/ für /t͡s d͡z/ offizielle IPA-Zeichen.
Bisweilen werden auch andere Konventionen verwendet, so oft in der Dialektologie, z. B. /c č ǰ/ für /t͡s t͡ʃ d͡ʒ/.

## Phonetik vs. Phonologie
In der Phonetik kann jeder Plosiv, der sich in einen homorganen Frikativ öffnet, als Affrikate bezeichnet werden. In der Phonologie hingegen gelten nur diejenigen Folgen aus Plosiv und homorganem Frikativ als Affrikate, die sich wie ein einziges Phonem verhalten. So gilt beispielsweise im Deutschen der Laut [ts] als Affrikate, da er eine ähnliche Distribution aufweist wie einfache Obstruenten: Er kann im Silbenanlaut (Zeh) und vor Frikativen (zwei) auftreten, wie auch im Silbenreim/Coda (Hatz, vgl. hat’s), ebenfalls nach Sonorant (Holz). In der englischen Phonologie hingegen gilt [ts] nicht als Affrikate, da es fast nur über die Morphem-Grenze hinweg auftreten kann (rats ‚Ratten‘, gebildet aus den Morphemen rat und -s). Bisweilen herrscht Uneinigkeit, ob eine bestimmte Affrikate als Phonem gelten soll oder nicht.

## Affrikate vs. Sequenz aus Plosiv und homorganem Frikativ
In einigen Sprachen unterscheiden sich Affrikaten von gewöhnlichen Sequenzen aus Plosiv und homorganem Frikativ, z. B. im Polnischen. Der Unterschied besteht darin, dass in der Sequenz aus Plosiv und Frikativ ersterer vollständig ausgesprochen wird, also mit eigener Plosion (bzw. release oder Lösung), bevor der Frikativ gebildet wird. Bei einer Affrikate hingegen fehlt eine Plosion, da die Lösung des plosivischen Teils direkt in den frikativischen Teil übergeht.
Beispiel: Polnisch czysta [ˈt͡ʃɨsta] ‚saubere‘ (f.) vs. trzysta [ˈtʃɨsta] ‚dreihundert‘.

## Entstehung der Affrikaten/ts/,/pf/und/kχ/im Deutschen und seinen Dialekten
In der 2. oder hochdeutschen Lautverschiebung sind die germanischen Fortis-Plosive [t p k] unter bestimmten Bedingungen zu den Affrikaten /ts/, /pf/ und /kχ/ geworden. Sie hat jedoch nur die mittel- und süddeutschen Dialekte erfasst und ist auch nicht überall im gleichen Maß durchgeführt worden (/kχ/ hat sich im Standarddeutschen nicht durchgesetzt, anders als etwa im Schweizerdeutschen).
- Im Anlaut, z. B. zwei, Pfad, südbairisch Kchind (vgl. englisch two, path, kind). Aber nicht vor r, z. B. treu (vgl. englisch true).

- In der Gemination, z. B. sitzen, Kupfer, südbairisch  oder hoch- und höchstalemannisch Stokch (vgl. englisch sit, copper, stock).

- Nach Sonorant, z. B. Herz, Sumpf, südbairisch oder alemannisch Dankch (vgl. englisch heart, swamp, thank).